# Myrrophis bennettii
Myrrophis bennettii är en ormart som beskrevs av Gray 1842. Myrrophis bennettii ingår i släktet Myrrophis och familjen Homalopsidae. Inga underarter finns listade i Catalogue of Life.
Denna orm förekommer i havet framför sydöstra Kinas kustlinje samt kring ön Hainan. Arten besöker ofta vikar med saltvatten eller bräckt vatten samt marskland. Den vistas tillfällig på land och klättrar i buskar eller i annan låg växtlighet. Honor lägger inga ägg utan föder levande ungar. Enligt The Reptile Database når Myrrophis bennettii även Taiwan och Vietnam.
Förändringar av marsklandet kan påverka beståndet negativt. Populationens storlek är okänd. IUCN kategoriserar arten globalt som otillräckligt studerad.